# 테오도어 아이케
테오도어 아이케(독일어: Theodor Eicke, 1892년 10월 17일 ~ 1943년 2월 26일)는 나치 독일의 군인으로 무장 친위대의 대장이었으며 겨주기 3 SS기갑사단 토텐코프의 창설자이자 장검의 밤 사건 당시 에른스트 룀을 처형하는 주요한 역할을 맡았다.

## 생애
제1차 세계 대전 때 제22바이에른 보병 연대에 입대해 철십자장을 받았으며 1919년 군대에서 나와 경찰관이 되었다. 하지만 바이마르 공화국의 사회 정책에 불만을 품고 극우 우익 정당인 나치당에 들어가 1928년 2월 1일 에른스트 룀과 함께 돌격대(SA)에 합류했다.
1930년 8월 무장 친위대(SS)로 전입해 1931년 말까지 하인리히 히믈러에 의해 SS 대령으로까지 승진했다. 1932년 한 바바리아의 정적에 대한 폭탄 테러 공격으로 인해 징역 2년을 선고받았으나 나치에 호의적이던 변호사 프란츠 귀르트너의 도움으로 사면되었다.
1933년 3월 다시 SS로 와 권력 싸움을 하다 체포되어 정신 병동에 감김되기도 했으나 히믈러의 도움으로 1934년 1월 30일 SS 소령이 되고 6월 30일 장검의 밤 사건을 통해 본격적으로 등장했다. 요제프 디트리히의 SS 친위대와 함께 SA의 지도부들을 체포하고 7월 1일 SA의 총지도자던 에른스트 룀을 총으로 쏴 살해했다.
1935년부터 작은 강제수용소들을 설립하여 오스트리아 등지로 확대하고 1939년 3 SS기갑사단 토텐코프를 창설하고 자신이 지휘관이 되었다. 제2차 세계 대전의 발발로 토텐코프 사단은 바르샤바 전투와 바르바로사 작전 등 동부 전선에서 활약하게 된다.
그러나 1943년 2월 26일 제3차 하르코프 전투 당시 소비에트 연방의 오룔 남서부 1km 지점에서 전장을 정찰하다가 소련 공군기들의 공격으로 격추되어 전사했다. 사후 조종사들과 SS가 시체를 발견했고 그는 영웅으로써 언론에 묘사되었다.